# Nikosthenische Amphora

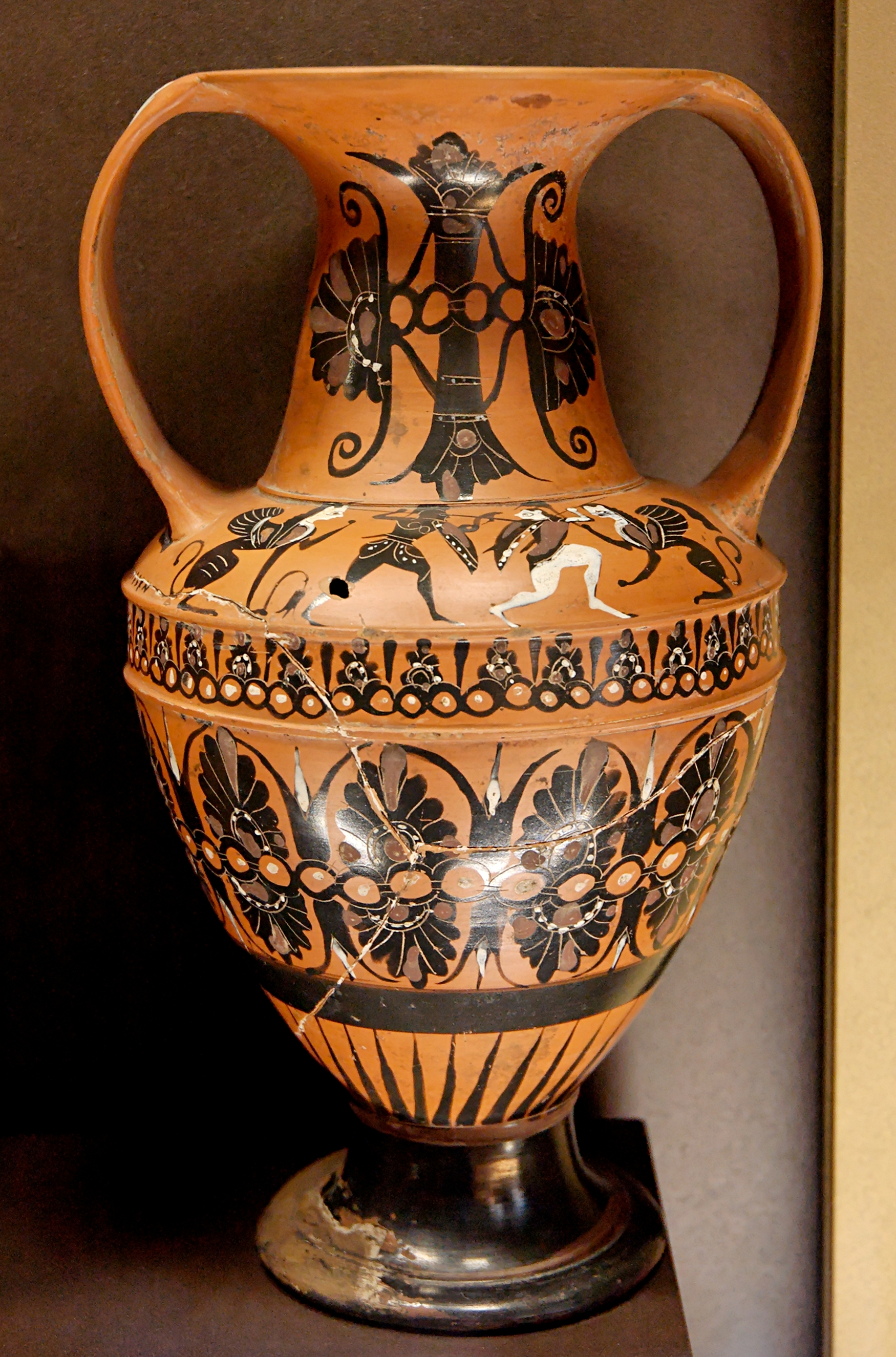
Amazonomachie auf einer Nikosthenischen Amphora des Nikosthenes und des Malers N, um 520 v. Chr., heute im Louvre

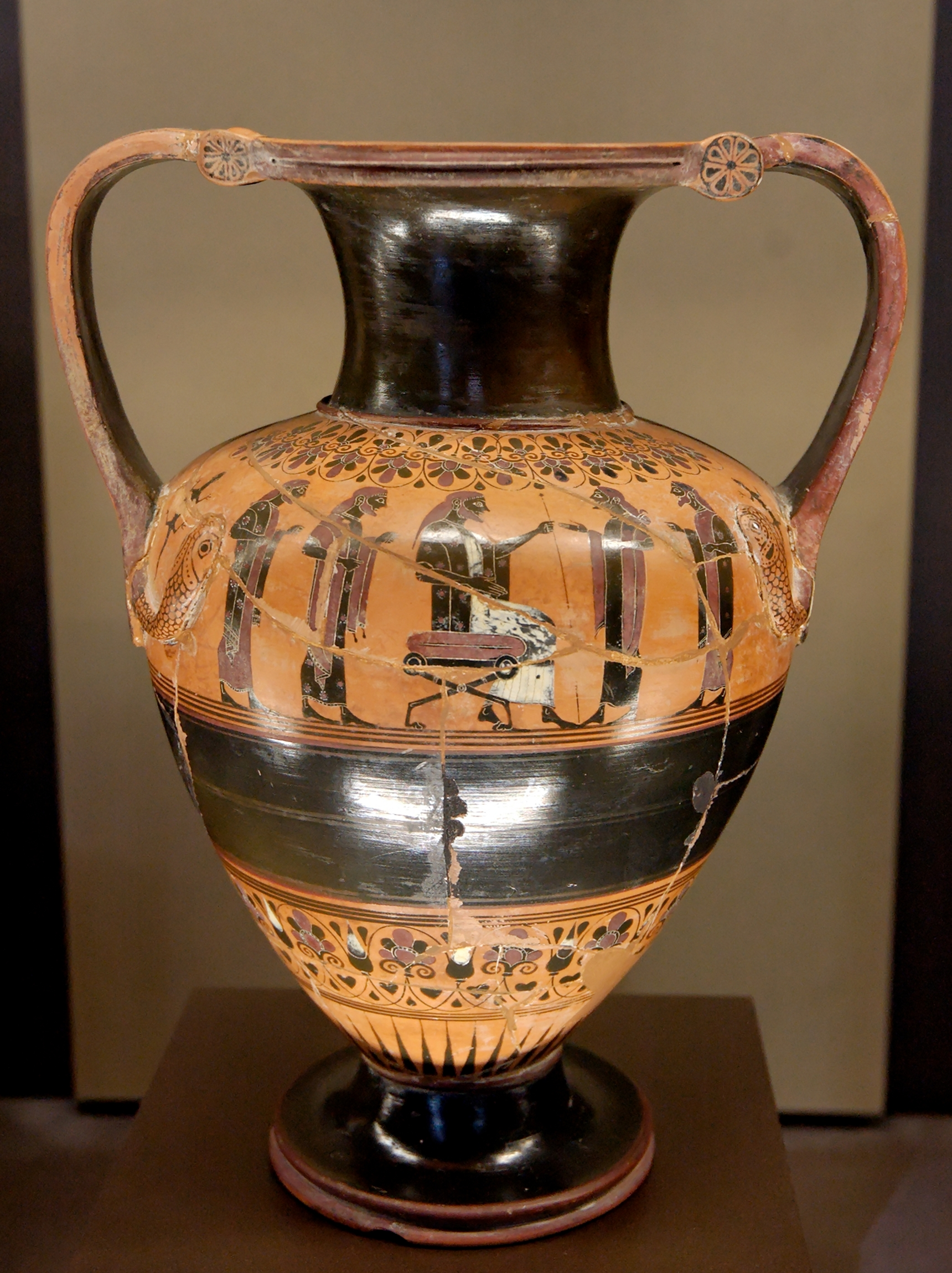
Wohl vom BMN-Maler verzierte Nikosthenische Amphora, um 530 v. Chr., heute im Louvre

Als Nikosthenische Amphora wird eine attische Sonderform der Halsamphora bezeichnet, die im späten sechsten Jahrhundert v. Chr. vom Töpfer Nikosthenes erfunden wurde und für den Export nach Etrurien bestimmt war.
Die Nikosthenische Amphora orientiert sich an den etruskischen Bucchero-Formen. Sie ist das charakteristischste Produkt der Nikosthenes-Pamphaios-Werkstatt. Auffällig sind der eckige Amphorenkörper sowie die breiten, flachen Henkel. Die Originale in Etrurien waren schwarz gehalten, die attischen Vasen hingegen im schwarzfigurigen Stil bemalt. Nahezu alle Amphoren wurden in Caere gefunden, während der Großteil der anderen Erzeugnisse des Nikosthenes in Vulci entdeckt wurden. Das legt nahe, dass er ausdrücklich für den Markt in Caere produzierte. Das bedeutet auch, dass Nikosthenes ein besonders geschäftstüchtiger Töpfer gewesen sein muss, der auch die Produktwerbung geschickt einzusetzen vermochte, und zudem geschickte Zwischenhändler am Werk waren. Neben anderen von Nikosthenes erdachten oder in Athen eingeführten Formen wurde die Nikosthenische Amphora zu seiner bekanntesten Schöpfung.
Der Ton der Nikosthenischen Amphoren leuchtete orangerot und kontrastierte somit gut mit der schwarzfigurigen Malerei. Die Dekoration der Vasen kann ganz unterschiedlichen Mustern folgen. Manches Mal wurden die Vasen in bis zu drei Friese unterteilt, die einzeln bemalt wurden. Hier wurden oft Pflanzen- und Tierfriese gezeigt. Andere Male nahmen einzelne Bilder den ganzen Körper der Vase ein. Offenbar die meisten, wenn nicht sogar alle bekannten Nikosthenischen Amphoren bemalte der Maler N, der möglicherweise mit Nikosthenes identisch ist. Nachdem die Produktion etwa zwischen 530 und 520 v. Chr. eingesetzt hatte und auch noch vom Nachfolger des Nikosthenes, Pamphaios, fortgesetzt wurde – nun wurden die Amphoren allerdings rotfigurig bemalt –, endete sie irgendwann zwischen 500 und 490 v. Chr.